# Карасёв, Виктор Яковлевич
Виктор Яковлевич Карасёв (23 августа 1934, Запорожье — 10 декабря 2014, Санкт-Петербург) — советский оператор-постановщик.

## Биография
В. Я. Карасёв с 1960 года и по 1992 год работал оператором-постановщиком на киностудии «Ленфильм».
Член Союза кинематографистов СССР (Ленинградское отделение).

## Фильмография

### Оператор-постановщик
1. 1960 — Плохая примета (короткометражный) (Режиссёр-постановщик: Наталия Трощенко)
2. 1961 — Горизонт (совместно с Александром Чировым) (Режиссёр-постановщик: Иосиф Хейфиц)
3. 1963 — Улица Ньютона, дом 1 (совместно с Николаем Жилиным) (Режиссёр-постановщик: Теодор Вульфович)
4. 1964 — Жаворонок (совместно с Николаем Жилиным) (Режиссёры-постановщики: Никита Курихин, Леонид Менакер)
5. 1966 — На диком бреге (совместно с Николаем Жилиным) (Режиссёр-постановщик: Анатолий Граник)
6. 1969 — На пути в Берлин (совместно с Николаем Жилиным) (Режиссёр-постановщик: Михаил Ершов)
7. 1969 — Рядом с другом (художественно-документальный) («Рассказы о Николае Черкасове») (Режиссёр-постановщик: Александр Абрамов)
8. 1970 — Ночная смена (Режиссёр-постановщик: Леонид Менакер)
9. 1973 — Дверь без замка (Режиссёр-постановщик: Адольф Бергункер)
10. 1974 — Последний день зимы (Режиссёр-постановщик: Владимир Григорьев)
11. 1977 — Неоконченный разговор (документальный) (Режиссёр-постановщик: Леонид Менакер)
12. 1978 — Всё решает мгновение (Режиссёр-постановщик: Виктор Садовский)
13. 1979 — Летние гастроли (ТВ) (совместно с Александром Тафель) (Режиссёр-постановщик: Николай Субботин)
14. 1981 — Девушка и Гранд (Режиссёр-постановщик: Виктор Садовский)
15. 1983 — Место действия (ТВ) (Режиссёр-постановщик: Анатолий Граник)
16. 1983 — Плыви, кораблик… (ТВ) (Режиссёр-постановщик: Григорий Аронов)
17. 1985 — Соперницы (Режиссёр-постановщик: Виктор Садовский)
18. 1987 — Ищу друга жизни (Режиссёр-постановщик: Михаил Ершов)
19. 1992 — Колчерукий (Режиссёр-постановщик: Вячеслав Аблотиа)

### Роли в кино
- 1978 — Всё решает мгновение — эпизод